# Рябуха Костянтин Дмитрович
Костянтин Дмитрович Рябу́ха (нар. 29 квітня 1988, Київ) — український волейболіст та волейбольний тренер. Грав на позиції центрального блокувальника, у тому числі за збірну України.

## Життєпис
Народжений 29 квітня 1988 в Києві. Дідусь — Валерій Рябуха, заслужений тренер України, майстер спорту, головний тренер клубу «Лучеськ-Підшипник».
Сезон 2007—2008 провів у складі «Будівельника-Буковини» з Чернівців, пізніше грав у клубах «Локо-Експрес», «Локомотив» (Харків, останній сезон — 2013—2014), «Орестіада» (AC Orestiada, частина сезону 2014—2015), «ТНК Казхром» (Казахстан, провів решту сезону 2014—2015 та 2015—2016, серед одноклубників — Андрій Левченко, Дмитро Долгополов), «Tricolorul LMV Ploiesti» (Румунія, 2016—2017), «Сааремаа» (Естонія, 2017—2018), «МХП-Вінниця» (2018—2020), ВСК МХП-Вінниця.
Був гравцем збірної України.
Головний тренер ВК «МХП-Вінниця» (смт Тростянець).